# Gaetanus brevicaudatus
Gaetanus brevicaudatus är en kräftdjursart som först beskrevs av Georg Ossian Sars 1907.  Gaetanus brevicaudatus ingår i släktet Gaetanus och familjen Aetideidae. Inga underarter finns listade i Catalogue of Life.